# Appihalli, Belur
Appihalli là một làng thuộc tehsil Belur, huyện Hassan, bang Karnataka, Ấn Độ.